# Christian Pierdzioch
Christian Pierdzioch ist ein deutscher Wirtschaftswissenschaftler.

## Leben
Nach der Promotion in Kiel 2001 mit der Arbeit Noise trading, central bank interventions, and the informational content of foreign currency options lehrte er von 2005 bis 2011 als Professor für Volkswirtschaftslehre, insbesondere Internationale Wirtschaftsbeziehungen an der Universität des Saarlandes und seit 2011 auf der Professur für Volkswirtschaftslehre, insbesondere Monetäre Ökonomik an der Helmut-Schmidt-Universität/Universität der Bundeswehr Hamburg. Zu den Schwerpunkten seiner Forschung gehören Monetäre, Internationale und Politische Ökonomik sowie Sportökonomik. Er wurde mehrfach zu den forschungsstärksten Volkswirten Deutschlands gezählt, so listete ihn das Handelsblatt 2015 auf Platz 34 von rund 3600 deutschsprachigen Ökonomen, deren Veröffentlichungen ausgewertet wurden.

## Schriften (Auswahl)
- Irreversibility, endogenous mean reversion, and the investment decision of a foreign firm. Kiel 1998, OCLC 75930297.
- Noise trading, central bank interventions, and the informational content of foreign currency options. Berlin 2001, ISBN 3-540-42745-7.
- Underpricing and index excess returns. Kiel 2005, OCLC 245346490.
- Investing in European stock markets for high-technology firms. Kiel 2006, OCLC 836161950.